# Z boską pomocą
Z boską pomocą (niem. Um Himmels Willen) – serial komediowy (sitcom) emitowany od 8 stycznia 2002 do 15 czerwca 2021 w niemieckiej telewizji Das Erste oraz w TV Puls, gdzie wyemitowano 4 sezony (52 odcinki).

## Opis
Młoda siostra zakonna Lotte Albers (Jutta Speidel) zostaje kierowniczką klasztoru w fikcyjnym niemieckim Kaltenthal. Jest ona pełną energii, ciepłą, wesołą, wrażliwą, wyrozumiałą i dość atrakcyjną kobietą. Siostra wnosi wiele życia do swojego zakonu i pozytywnie wpływa na mieszkańców miasteczka. Jej kościół staje się azylem dla każdego, kto potrzebuje pomocy. Działalność siostry Albers niepokoi przede wszystkim jednego człowieka - burmistrza Wolfganga Wöllera (Fritz Wepper).